# Katalog jmen a názvů děl Katalánska
Katalog jmen a názvů děl Katalánska (CANTIC) je bibliografický katalog sdílený v síti Union Catalogue of Universities of Catalonia (CCUC), který spravuje knihovna Biblioteca de Catalunya. Cílem je standardizovat přístupové body bibliografických katalogů, zlepšit komunikaci mezi katalogy a především usnadnit rešeršní práci a sběr dat. CANTIC věnuje mimořádnou péči osobnostem a dílům spojených s katalánskou kulturou. Tyto pak obdrží kompletní autoritní údaje, s případným přístupem do encyklopedie Enciclopèdia Catalana.
CANTIC je autoritní katalog, jehož záznamy jsou vytvářeny kolektivně katalánskými knihovnami. Záznamy musí po vygenerování projít kompletní autoritní kontrolou.